# St. Nicholas Antiochian Orthodox Cathedral, New York

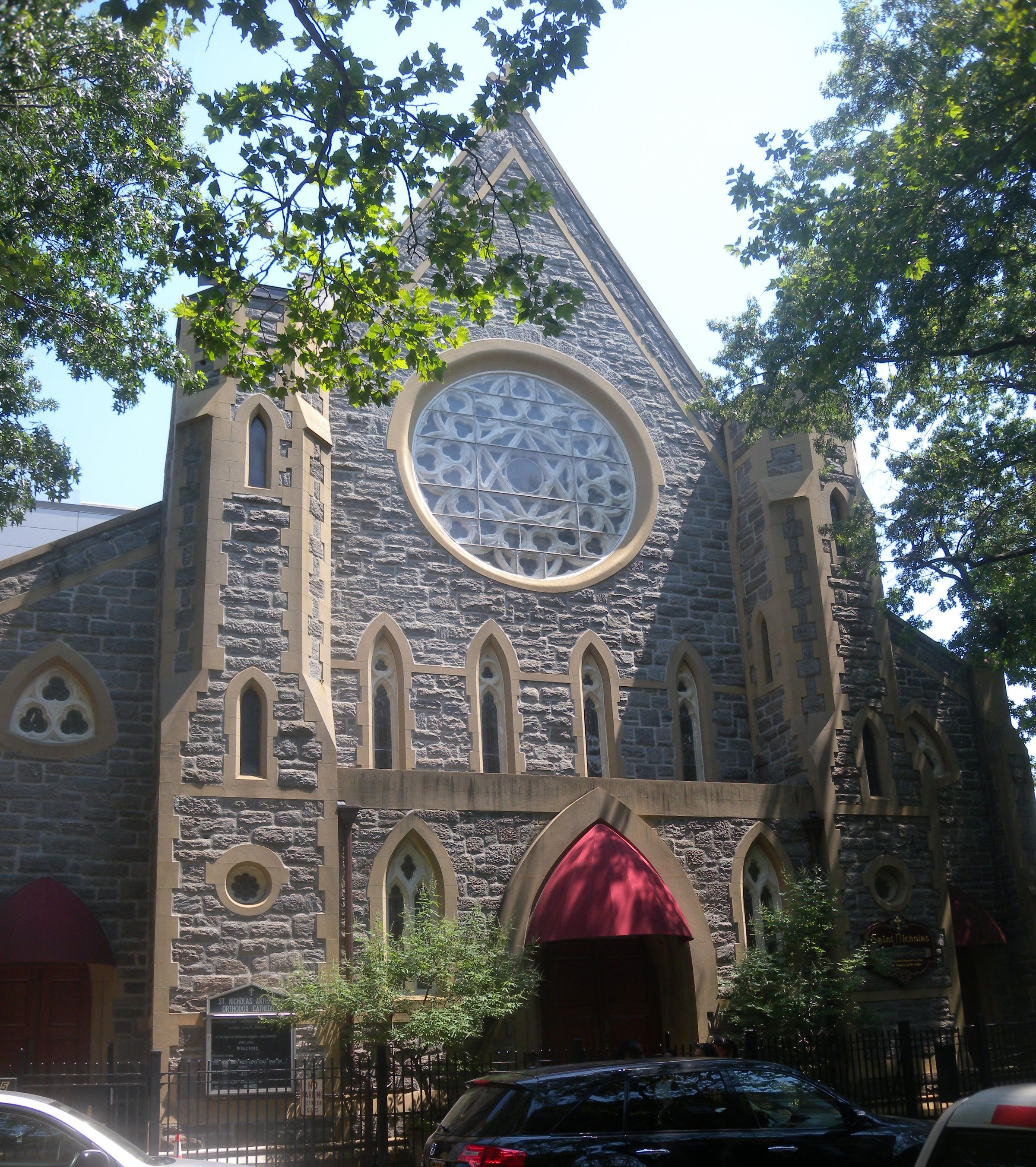
St. Nicholas Cathedral, New York.

Saint Nicholas ist die antiochenisch-orthodoxe Kathedrale in New York City. Die Gemeinde entstand in Lower Manhattan und befindet sich heute in Brooklyn.

## Architektur
Die Gemeinde wurde 1895 vom Heiligen Raphael of Brooklyn an der Washington Street in Lower Manhattan gegründet. Die Gemeinde zog 1902 in die Pacific Street um. In den 1920er-Jahren zog die Gemeinde erneut um. Sie erwarb ein Gebäude, das ehemals der Episcopal Church gehört hatte. Es befindet sich in 355 State Street in Brooklyn.
Das Gebäude ist im neogotischen Stil erbaut mit Spitzbogenfenstern und grob behauenen Steinen und einer großen Fensterrose über dem Haupteingang. Im Innern ist die Kirche nach dem Vorbild byzantinischer Kirchen reich verziert mit Wandmalereien zu biblischen Geschichten und einer reich vergoldeten Ikonostase. Das Kirchenschiff ist dreigliedrig und wird durch zwei Reihen schlanker und gotisch verzierter Pfeiler getragen.